# Raj Chakraborty
Raj Chakraborty es un director de cine de la India y el actor con sede en Tollywood. Una persona del entorno familiar de clase media, que nació en Halisahar, Bengala Occidental. Se graduó de Rishi Chandra Bankim Colegios, Naihati. Él es uno de los cineastas más exitosos en Tollywood. Todas las ocho películas que ha dirigido, han recibido el estatus de "Blockbuster" en la taquilla. Actualmente es el director más rentable en Tollywood. Antes de dirigir su primera película, que estaba ocupado en bengalí TV, famoso espectáculo de Zee Bangla risas Mirakkel y el programa de baile Danza Bangla Danza juzgado por Mithun Chakraborty y auspiciada por Tathoi y Aritra .Él está ocupado en dirigir el programa La risa de la estrella Jalsha me río Usted, la asistencia de mega serie de decisiones Arindam Dey. Entró en solitario con el telefilme Noder Chaand después de asistir Dey durante un par de años. Ha realizado 18 películas para televisión desde entonces. Mayor empresa pequeña pantalla de Raj estaba con la exitosa comedia Mirakkel que se transmite por el Zee Bangla.

## Biografía
Raj Chakraborty nació el 21 de febrero de 1975 Halisahar, un pequeño pueblo de Bengala Occidental. Pertenecía a una familia de clase media-baja de cinco miembros. Él tiene dos hermanas que están casadas y liquidadas. Su padre, Shree Krishnashankar Chakraborty, trabajó en Rishi Chandra Bankim Colegios. Su madre Smt. Leela Chakraborty ha sido un ama de casa y de acuerdo con Raj, que es el que ha sido su inspiración, su crítico, su miedo, su orgullo y el corazón de la familia.
Después de terminar su licenciatura en Artes de RBC College, Naihati, Chakraborty comenzó su carrera como actor en Calcuta, la capital de Bengala Occidental. Había sido una persona activa teatro desde sus días de escuela. Después de una pelea con sus padres, se fue de casa para instalarse en Kolkata y perseguir sus sueños de actuación. Cuando se encontró incapaz de conseguir papeles pertinentes, cambió sus planes y decidió convertirse en un director. Fue reclutado como ayudante de dirección por el director Arindam Dey (popularmente conocido como Mamdo Da) en el año 2000. Después de seis años de asociación, el trabajo duro rigurosa, inmensa dedicación, Raj dirigió su primera película para televisión, titulada 'Nawder Chaand'. Este fue un éxito, y él lo siguió con una serie de casi 17 películas para televisión, programas de entrevistas, no ficción la realidad muestra que dieron un numeroso público espectador a los canales. Raj es el miembro clave histórica series regionales de televisión como 'Mirakkel' y 'Danza Bangla Dance'. Raj ha contribuido a la cara cambiante de la televisión regional de Bengala.
En 2008, lanzó su primer largometraje, Chirodini Tumi Je Amar, protagonizada por los recién llegados Rahul y Priyanka, con música compuesta por Jeet Ganguly. Canciones de la película resultó muy popular, sobre todo entre los jóvenes. La película recibió una respuesta mixta de los críticos, pero tuvo una larga carrera en los teatros, convirtiéndose en una de las películas más taquilleras de Tollywood hasta la fecha. Jeet Ganguly ganó un premio a la mejor música para esta película. Ese fue el comienzo de otra historia, cuando la masa Bangla audiencia película acudieron a las salas de cine para ver a su elenco favorito en las películas que se convirtieron en 'Raj Chakraborty Blockbusters.
Chakraborty tarde dirigió películas como Desafío, Dui Prithibi, Bojhena Shey Bojhena, Proloy para nombrar unos pocos. Raj Chakraborty entonces decidió comenzar su propia producción - Raj Chakraborty Productions. Comenzó la producción para la televisión. Chakraborty quiere entrar en producción de cine algún día con su propia productora.
Chakraborty introdujo algunos nombres (actuación, la música) para la industria del cine de Bengala. Actores como Priyanka, Rahul, Ritika, Bonny ha tenido su debut a través de la lente de Chakraborty. Tenía contribuciones para el éxito de los actores, a saber: Dev, Subhasree, Soham Chakraborty, Mimi Chakraborty, Payel Sarkar, Sayani Ghosh y otros. Compositor de música Indradeep Dasguptas mayor éxito comercial es, sin duda de Raj Chakraborty Le Chakka. Director Musical Arindom Chatterjee tuvo su gran oportunidad cuando recibió la oportunidad de componer canciones para Bojhena Shey Bojhena de Raj (excepto canción) Borbaad.

## Filmografía
| Fecha De Lanzamiento | Fecha De Lanzamiento | Fecha De Lanzamiento | Título                 | CBFC clasificación | compositor                            | productor                                         | lanzar | nota                                       |
| -------------------- | -------------------- | -------------------- | ---------------------- | ------------------ | ------------------------------------- | ------------------------------------------------- | --- | ------------------------------------------ |
| 2008                 | agosto               | 15                   | Chirodini Tumi Je Amar | U/A                | Jeet Ganguly                          | Shree Venkatesh Films                             | Rahul Banerjee Priyanka Sarkar Rudranil Ghosh | Remake de Kaadhal (2004) (Tamil)           |
| 2009                 | marzo                | 20                   | Challenge              | U                  | Jeet Ganguly                          | Shree Venkatesh Films                             | Dev Subhashree Ganguly | Remake de Bunny (2005) (Telugu)            |
| 2009                 | octubre              | 9                    | Prem Aamar             | U/A                | Jeet Ganguly                          | Shree Venkatesh Films                             | Soham Chakraborty Payel Sarkar | Remake de 7G Rainbow Colony (2004) (Tamil) |
| 2010                 | junio                | 10                   | Le Chakka              | U/A                | Indradeep Dasgupta                    | Srijan Arts                                       | Dev Payel Sarkar | Chennai600028                              |
| 2010                 | octubre              | 14                   | Dui Prithibi           | U/A                | Jeet Ganguly Samidh-Rishi             | Shree Venkatesh Films                             | Jeet Dev Koel Mallick Barkha Bisht Sengupta | Remake de Gamyam (2008) (Telugu)           |
| 2011                 | junio                | 3                    | Shotru                 |                    | Indradeep Dasgupta                    | Eskay Movies                                      | Jeet Nusrat Jahan | Remake de Singam (2010) (Tamil)            |
| 2012                 | diciembre            | 28                   | Bojhena Shey Bojhena   | U/A                | Arindom Chatterjee Indradeep Dasgupta | Shree Venkatesh Films                             | Soham Chakraborty Mimi Chakraborty Abir Chatterjee Payel Sarkar                                                                                              | Remake de Engaeyum Eppothum (2011) (Tamil) |
| 2013                 | marzo                | 15                   | Kanamachi              | U/A                | Indradeep Dasgupta Rishi Chanda       | Eskay Movies                                      | Ankush Hazra Srabanti Chatterjee Abir Chatterjee Sayani Ghosh                                                                                                | Remake de Ko (2011) (Tamil)                |
| 2013                 | agosto               | 9                    | Proloy                 | A                  | Indradeep Dasgupta                    | Shree Venkatesh Films Raj Chakraborty Productions | Parambrata Chatterjee Mimi Chakraborty Paran Bandopadhyay Saswata Chatterjee Rudranil Ghosh                                                                  | ORIGINAL                                   |
| 2014                 | agosto               | 15                   | Borbaad                | A                  | Arindom Chatterjee                    | Shree Venkatesh Films                             | Bonny Sengupta Rittika Sen | Remake de Polladhavan (2007) (Tamil)       |
| 2014                 | octubre              | 1                    | Yoddha                 | U/A                | Indradeep Dasgupta Savvy Gupta        | Shree Venkatesh Films                             | Dev Mimi Chakraborty | Remake de Magadheera (2009) (Telugu)       |
| 2015                 |                      |                      | Kath Mundu             |                    | Anupam Roy                            | GreenTouch Entertainment                          | Soham Chakraborty Srabanti Chatterjee Abir Chatterjee Mimi Chakraborty Rudranil Ghosh Roja Paromita Dey Saswata Chatterjee Malobika Banerjee Ekkavali Khanna | ORIGINAL                                   |
| 2016                 | 7                    | Abhimaan             |                        |                    |                                       |                                                   | |                                            |
| 2017                 |                      |                      | Champ                  |                    | Jeet Ganguli                          | Dev Entertainment Ventures                        | Dev Rukmini Maitra | Original                                   |